# Netose
A netose é o processo de morte do neutrófilo pela formação de armadilhas extracelulares dos neutrófilos (NETs).